# Wiadukt kolejowy przy ul. Armatniej w Warszawie
 Wiadukt kolejowy przy ul. Armatniej w Warszawie – nieużywany, dawny wiadukt kolejowy bez torowiska, zlokalizowany przy ul. Armatniej na warszawskich Odolanach. Powstał w 1902 jako prawdopodobnie pierwszy obiekt kolejowy o konstrukcji częściowo żelbetowej w Imperium Rosyjskim.  
Do I wojny światowej służył Drodze Żelaznej Warszawsko-Kaliskiej (DŻWK) jako element szerokotorowego objazdu normalnotorowej stacji Warszawa Pasażerska. Po przekuciu przez Niemców linii kolejowych na normalnotorowe, wiadukt stracił rację bytu, a w latach międzywojennych został splantowany.  

## Konstrukcja
Wiadukty DŻWK powstały w oparciu o doświadczenia i projekty zastosowane na carskich Południowo-Wschodnich Drogach Żelaznych (PWDŻ), kiedy to przyjęto, jako typowe, paraboliczne konstrukcje wiaduktów i mostów o świetle otworu od 0,5 do 2,5 sążnia. Paraboliczne (łuki koszowe) światła wiaduktów zapewniały większą trwałość i wytrzymałość niż półkoliste. Na DŻWK zbudowano osiem mostów sklepionych o rozpiętości od 0,5 do 2,5 sążnia (ogółem, na odcinku Warszawa – Kalisz, były 173 przepusty i 17 przejazdów oraz wiaduktów). Wiadukt przy ul. Armatniej różnił się od pierwowzorów stosowanych na PWDŻ tym, że zamiast kamienia łupanego w sklepieniu, zastosowano tu żelbet. Był to prawdopodobnie pierwszy w zaborze rosyjskim przypadek użycia takiej konstrukcji w budownictwie kolejowym. Jednocześnie wiadukt stanowi przykład konstrukcji przejściowej do budowli całkowicie żelbetowych.
Jest to paraboliczny, jednotorowy, ceglany wiadukt o świetle trzech sążni, osadzony na rozdzielonych fundamentach, umieszczonych na głębokości jednego sążnia. Umieszczony jest w dawnym nasypie dojazdowym o wysokości 2,99 sążnia, nie licząc podsypki i nawierzchni. Dawniej posiadał stalowe, nitowane barierki z kątowników i płaskowników. Ze względów wizualnych część boczną, jak również szczyty murów oporowych oblicowano płytami kamiennymi. Ceglane mury oporowe posiadały szczeliny dylatacyjne.

## Przeznaczenie i historia
Obiekt znajduje się na dawnym szerokotorowym (1524 mm) torze szlakowym (w czwartej wiorście), prowadzącym ze stacji Warszawa Pasażerska DŻWK (położonej po lewej stronie torowisk normalnych Drogi Żelaznej Warszawsko-Wiedeńskiej – DŻWW), który to tor przeprowadzono wiaduktem nad torowiskami stacji Warszawa Rozrządowa DŻWW. Wiadukt zbudowano głównie z myślą o mieszkańcach osiedla kolejowego pracowników DŻWK, którzy dochodzili ul. Armatnią do placów ładunkowych zlokalizowanych pomiędzy szerokotorową, tymczasową stacją towarową DŻWK, a grupą normalnych torów przeładunkowych Warszawy Rozrządowej DŻWW. Z uwagi na dozór znajdujących się na placach towarów wiadukt posiadał wrota z drewna, zamykane np. w porze nocnej.
Wiadukt stracił rację bytu po przekuciu przez Niemców podczas I wojny światowej linii warszawskiego węzła kolejowego na tor normalny (1435 mm). Objazd Warszawy Rozrządowej nie był w tej sytuacji potrzebny. W okresie międzywojennym, podczas prac nad przebudową stacji Warszawa Zachodnia, splantowano nasyp, pozostawiając jednak wiadukt (być może z przyczyn finansowych oraz z uwagi na duży nakład pracy, nie opłacało się go rozbierać). Podczas II wojny światowej mogło tu istnieć niemieckie stanowisko obrony przeciwlotniczej. Ostatecznie podczas tego konfliktu obiekt nie ucierpiał, gdyż nie posiadał żadnego znaczenia strategicznego i położony był na uboczu. 

## Autorzy
Projektantami wiaduktu byli: Józef Prüffer, zastępca naczelnego inżyniera DŻWK, a także inżynierowie – Ernest Bobieński i Bronisław Plebiński. Wspomagał ich Aleksander Wasiutyński, pełniący wówczas rolę naczelnika wydziału technicznego DŻWW. 

## Zabytek
Obiekt posiada dużą wartość historyczną. Jest jedną z dwóch najstarszych w Warszawie budowli o konstrukcji żelbetowej, a także reliktem nieistniejącej linii kolejowej. Zachowany jest w stanie technicznym stosunkowo dobrym. Część murów oporowych posiada uszkodzenia. Brakuje też części płyt licowych (kamiennych) i widoczne są ślady pocisków na sklepieniu oraz cegłach. Istnieją jednak oryginalne zawiasy dawnej bramy. W związku z tym postulowano wpisanie go wraz z czterema domami osiedla pracowniczego DŻWK do rejestru zabytków. Sam wiadukt wpisano do wojewódzkiej ewidencji zabytków 1 października 2009 pod nazwą paraboliczny wiadukt sklepiony drogi żelaznej Warszawsko-Kaliskiej. Pod tą samą nazwą trafił do opracowanej w 2012 gminnej ewidencji zabytków, a do rejestru zabytków wpisano go w 2018.